# ファストコア
ファストコア（Fastcore）は、ハードコア・パンクのサブジャンルの一つ。
1980年代に誕生した、イギリスのハードコア・パンクバンドたちが用いていたブラストビートのリズムで極限の速さを追求したハードコアの派生ジャンルである。ファストコアは、Lビート（ファストビート）やブラストビートを暗示している。スラッシュコアと異なるという説と、同一視する見方の両方が存在する。メタルの中の特にデスメタル系、スラッシュメタル系の要素を取り入れた場合はグラインドコアになる。
ファストコアは、クロスオーバー・スラッシュなど、他のジャンルと混同されることが多い。 基本的には騒音のような編曲、叫び散らす歌唱、人間の限界の速さに挑戦する、といった特徴をもつが、ブラストビートの速さの定義は難しく曲の間が短いだけでもファストコアと定義される事もある。
ファストコア、グラインドコア、スラッジなどといった音楽を一括してパワーヴァイオレンスと呼称することもある。代表的なバンドには、Lahar、Punch、Spazz、PEEP、Idiots Parade、Tabraklari、Mind of Asia、Magrudergrindなどがいる。

## 主なバンド
- Charles Bronson
- The Locust
- Man Is the Bastard
- Mk Ultra
- Rupture
- Black Army Jacket
- Crossed Out
- Lahar
- Spazz
- PEEP
- Idiots Parade
- Tabraklari
- Mind of Asia
- Magrudergrind
- Punch
- Asshole Parade
- シージ
- Brutal Truth
- Capitalist Casualties
- BREAKfAST（Japan）
- Romantic Gorilla(Japan)
- Fuck on the Beach(Japan)
- SLIGHT SLAPPERS(Japan)